# Eisenbahnunfall von Villaverde
Bei dem Eisenbahnunfall von Villaverde stieß am 4. August 1957 ein Zug in Villaverde, Madrid, Spanien mit einer Kleinlokomotive zusammen und entgleiste. Mindestens 22 Menschen starben.

## Unfallhergang
Ein schwerer Truppentransportzug brachte 800 Soldaten von einem Militärmanöver nach Madrid zurück. Der Zug wurde von zwei Lokomotiven gezogen. Etwa sechs Kilometer vor dem Zielbahnhof stieß der Zug in Villaverde mit einer Kleinlokomotive zusammen. Alle drei Lokomotiven und fast alle Wagen entgleisten, einige schoben sich ineinander und bildeten einen Trümmerhaufen.

## Folgen
Mehr als 22 Menschen starben, 51 wurden darüber hinaus verletzt.